# Lebensraum Kirchturm
Lebensraum Kirchturm ist ein seit 2007 laufendes Projekt des Naturschutzbundes Deutschland. Es wird gemeinsam vom Naturschutzbund Deutschland (NABU) und dem Beratungsausschuss für das Deutsche Glockenwesen durchgeführt. Ziel ist die Sicherung von Nistplätzen bedrohter Vogelarten in Kirchtürmen oder anderen hohen Gebäuden als Ersatz für natürliche Bruthöhlen.

## Konzept

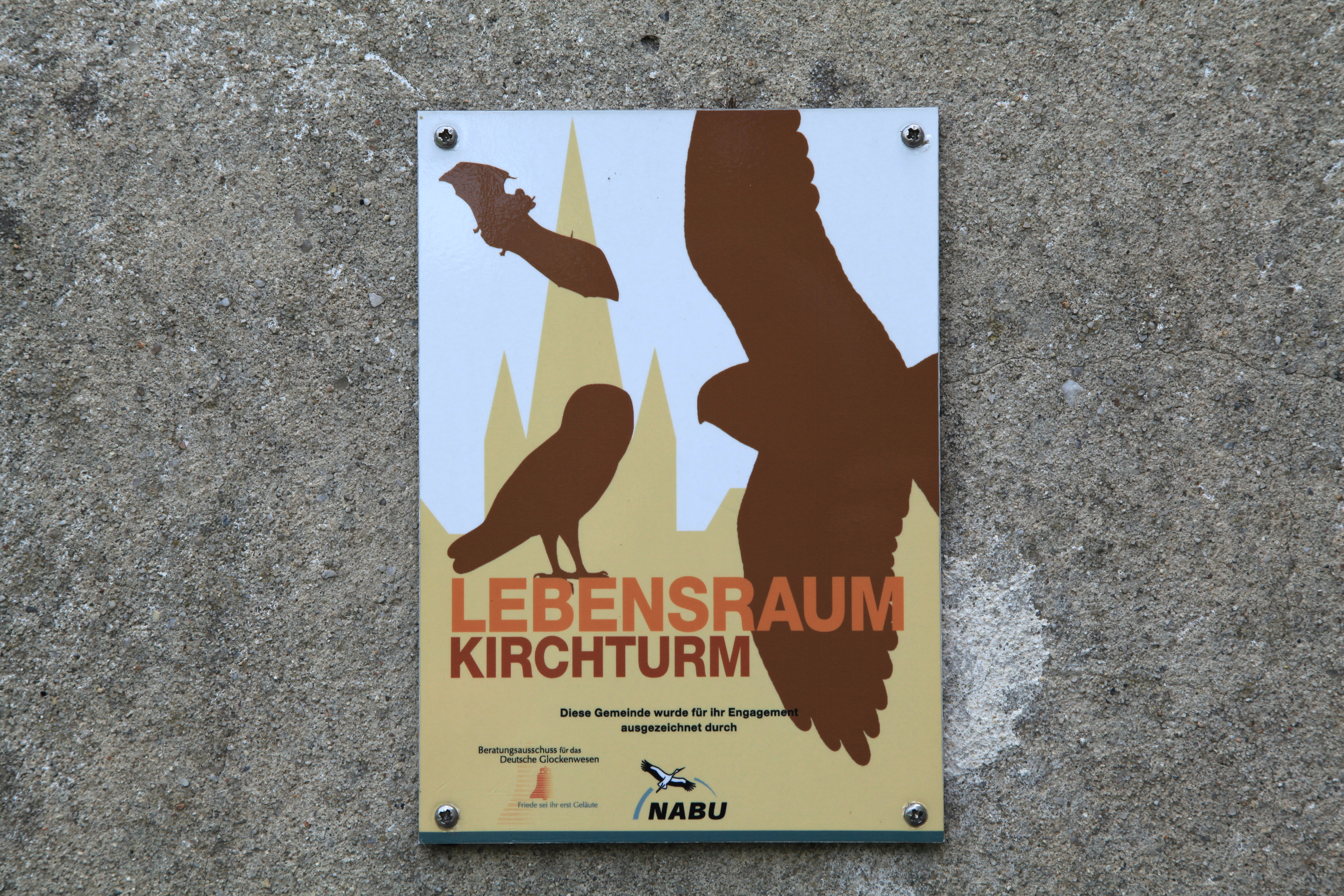
Projektplakette an einer Kirche

2007 wurde der Turmfalke als Vogel des Jahres ausgewählt. Dieser Vogel nutzt Nischen und Einfluglöcher an Kirchtürmen, um in ihrem Innern sein Nest einzurichten. In der Vergangenheit gingen jedoch viele dieser Nischen an den Kirchtürmen im Zuge von Sanierungsarbeiten verloren. In Zusammenarbeit mit dem Beratungsausschuss für das Deutsche Glockenwesen legte der NABU das Projekt Lebensraum Kirchturm auf. Damit sollten Verantwortliche, aber auch Besucher von Kirchen für diesen kleiner werdenden Lebensraum für Fledermäuse, Schleiereulen, Dohlen und andere Arten sensibilisiert werden: Es hat zum Ziel, Öffnungen in den Gebäuden für diese Arten offen zu halten. Zusätzlich soll durch das Anbringen zusätzlicher Nistkästen eine Brutmöglichkeit geschaffen werden. Als positiv erweist sich dabei, dass durch die Ansiedlung von Turmfalken verwilderte Stadttauben zurückgedrängt werden. In der Regel werden die angebrachten Brutkästen regelmäßig kontrolliert, oft von Freiwilligen der lokalen NABU-Gruppen.
2018 sind mehr als 1.000 Kirchen in Deutschland an dem Projekt beteiligt. Die meisten finden sich in Baden-Württemberg (223 Kirchen), Thüringen (163) und Niedersachsen (161). Der Teilnahme der Kirchen hängt stark von der lokalen Mobilisierung ab. So erfolgte beispielsweise in Thüringen ein Aufruf in der Presse, sich über die bereits 32 teilnehmenden Kirchen im Landkreis Nordhausen hinaus an der Aktion zu beteiligen. Dort ist etwa die St. Martinkirche im Heilbad Heiligenstadt mit einem Nistkasten ausgestattet.

## Beispiele
- 2007 Diakoniekirche Bad Kreuznach Plakette Lebensraum Kirchturm[3]
- 2008 erhielt die evangelische Kirche in Herbolzheim-Tutschfelden als erste Kirche im Kreis Emmendingen die Plakette Lebensraum Kirchturm.[4]
- 2010 wurden in der evangelisch-lutherischen St.-Wilhadi-Kirche in Stade zwei Turmfalkenkästen in den Schalldeckeln angebracht.[5]
- 2011 brachte man an der Evangelischen Stadtkirche in Lörrach Nistkästen für Dohlen an.[6]
- 2012 installierte das Büro für Natur- und Umweltschutz in der Kirche Sankt Martinus in Sankt Augustin-Niederpleis drei Dohlenkästen im Turm der Kirche.[7]
- 2013 wurde der Turm der Radebeuler Lutherkirche zusätzlich zu den dort bereits nistenden Turmfalken und Mauerseglern für Schleiereulen und Fledermäuse geöffnet.[8]